# Stranda tingslag
Stranda tingslag var ett tingslag i Kalmar län och från 1858 i Norra Möre och Stranda domsaga. Det bildades 1680 och upplöstes 1 januari 1948 då dess verksamhet överfördes till Norra Möre och Stranda domsagas tingslag. Tingsplats var Mönsterås.

## Ingående områden
Tingslaget omfattade Stranda härad.